# رشته‌ها (یونیکس)

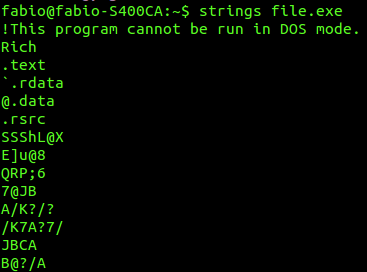
رشته های موجود در فایل ها

در نرم‌افزار رایانه، رشته یک برنامه در سیستم عامل‌های شبه یونیکس است که رشته‌های موجود در فایل‌های دودویی مانند فایل‌های اجرایی (executables) را پیدا کرده و چاپ می‌کند. از آن می‌توان روی آبجکت فایل‌ها و core dumpها استفاده کرد.
رشته‌ها با جستجوی دنباله‌هایی از حداقل ۴ کاراکتر قابل چاپ (به‌طور پیش فرض) که با یک کاراکتر NUL متوقف می‌شوند (null-terminated strings) شناسایی می‌شوند. برخی از پیاده‌سازی‌ها گزینه‌هایی برای تعیین آنچه که به عنوان یک کاراکتر قابل چاپ شناخته می‌شود ارائه می‌کنند، که برای جستجو در متن‌های شامل کاراکترهای طولانی و غیر اسکی (non-ASCII) بسیار کاربردی است.
کاربرد متداول آن شامل انتقال خروجی آن به grep و fold یا هدایت خروجی به یک فایل است.
این برنامه بخشی از ابزارهای دودویی گنو (binutils) است و به سایر سیستم عاملها از جمله مایکروسافت ویندوز نیز منتقل شده‌است.

## مثال
استفاده از برنامه رشته‌ها برای چاپ دنباله‌هایی از کاراکترهایی که حداقل ۸ کاراکتر طول دارند (این دستور اطلاعات سیستم بایوس را چاپ می‌کند؛ باید به صورت root اجرا شود): 
```
dd
 
if
=
/dev/mem
 
bs
=
1k
 
skip
=
768
 
count
=
256
 
2
>/dev/null
 
|
 
strings
 
-n
 
8
 
|
 
less

```